# ظفر الحق
راجا محمد ظفر الحق (بالأردية: براجہ ظفرالحق)؛ (18 نوفمبر 1935 - )، برلماني باكستاني من البنجاب منذ انتخابه في 12 مارس 2009. وهو الزعيم الحالي للمعارضة في مجلس الشيوخ. ويشغل حاليًا منصب رئيس الرابطة الإسلامية الباكستانية (ن) منذ 20 فبراير 2000.
وهو أيضًا دبلوماسي متقاعد ومحام، شغل منصب وزير الشؤون الدينية في الوزارة الثانية لرئيس الوزراء نواز شريف من عام 1997 حتى عزله في عام 1999.
وهو معروف بقيادته للمبادرات الدستورية لتشكيل لجنة تحقيق في كارغيل التي تقوم المحكمة العليا في باكستان فيها بالتحقيق ضد برويز مشرف باعتباره "خائنًا"، وأعرب عن دعمه للسيطرة المدنية على الجيش.:35